# معلولیت در ایران
افراد دارای معلولیت در ایران حدود ۴ درصد از جمعیت کشور را تشکیل می‌دهند. تقریباً ۱.۸ میلیون نفر. بند نه اصل سوم قانون اساسی جمهوری اسلامی ایران بر رفع تبعیضات ناروا و ایجاد امکانات عادلانه برای همه در کلیهٔ زمینه‌های مادی و معنوی تأکید می‌کند. قانون حمایت از حقوق معلولان دولت را مکلف نموده‌است که زمینه‌های لازم را برای تأمین حقوق افراد دارای معلولیت فراهم و حمایت‌های لازم را از آنان به عمل آورد.
همواره در تلاش برای بهتر کردن امکانات عمومی برای معلولان است 
در اسفند ۱۳۹۹، روزنامه همشهری گزارش داد که در کنار افزایش قیمت تجهیزات توانبخشی برای افراد دارای معلولیت، سرقت وسایل مورد نیاز آنان نیز افزایش یافته و بسیاری از این افراد توان خرید این وسایل‌ها را ندارند.

## قوانین معلولیت در ایران
در سال ۱۳۸۳ هجری شمسی مجلس شورای اسلامی، قانونی را تحت عنوان  قانون جامع حمایت از معلولان و در ۱۶ مادهٔ قانونی به تصویب رساند؛ ۴ سال بعد و در سال ۱۳۸۷، مجلس شورای اسلامی کنوانسیون حقوق افراد دارای معلولیت را تصویب کرد تا ایران نیز به این کنوانسیون بین‌المللی بپیوندد. در دولت حسن روحانی لایحه حمایت از حقوق معلولان مطرح شد؛ این لایحه در اسفند ۱۳۹۶ تحت عنوان قانون حمایت از حقوق معلولان به تصویب مجلس رسید و در اردیبهشت ۱۳۹۷ از سوی رئیس‌جمهور برای اجرا ابلاغ شد. با این وجود مشکلات زیادی در مسیر اجرای این قوانین وجود دارد که باعث شده بخش بزرگی از آن‌ها اجرایی نشود. قانون حمایت از حقوق معلولان مصوب اسفند ۱۳۹۶ است. این قانون ارگانها و ادارات را موظف نموده‌است که ۳ درصد از سهمیه استخدامی خود را به اشتغال معلولان اختصاص دهند.

## سربازی افراد معلول در ایران
در ایران و بر اساس قانون جامع حمایت از معلولان، معلولینی که دارای شرایط متن این قانون باشند از سربازی معاف شده‌اند و معافیت پزشکی دریافت می‌کنند. گزارش‌هایی از وجود تبعیض در استخدام میان افراد دارای معافیت پزشکی توسط ادارات دولتی یا خصوصی در میان مردم و رسانه‌ها وجود دارد. از آنجایی که فشار روحی، روانی و اقتصادی زیادی بر خانواده‌های دارای فرزند معلول وجود دارد، در گذشته امکان معافیت برای یک پسر دیگر و سالم خانواده دارای فرزند معلول نیز وجود داشت. اما هم‌اکنون و بر اساس ماده ۶ قانون جامع حمایت از حقوق معلولان، فقط خانواده‌های دارای دو فرزند معلول می‌توانند فرزند دیگر و سالم خود را از سربازی معاف کنند. افرادی که بر اساس متن این قانون، والدین آنها دارای معلولیت باشند از سربازی معاف شده‌اند.

## مشکلات معلولان در فضای شهری
معلولان در بسیاری از شهرهای ایران با مشکلات مختلف روبرو هستند. این مشکلات عبارتند از عرض کم پیاده‌رو و استفاده از مصالح نامناسب در پیاده‌رو و شیب و لغزندگی، فقدان رمپ مناسب، وجود مانع بین پیاده‌رو و سواره‌رو و عدم وجود پل، نامناسب بودن پل، عدم وجود خط‌کشی عابرپیاده، پیوستگی جدول به پیاده‌رو و جوی آب، نداشتن مشخصه حسی برای نابینایان.

## نابینایان

### انجمن نابینایان ایران
انجمن نابینایان ایران مؤسسه‌ای خیریه در ایران است که در آذرماه ۱۳۷۲ تأسیس شد. بر اساس اظهارات مطرح‌شده در وبگاه این انجمن، آشنایی جامعه با حقوق حقه و طبیعی شهروندان دارای آسیب بینایی و تلاش برای احقاق حقوق آنان از مهم‌ترین اهداف این انجمن در نظر گرفته شده‌است.